# Autophila ligaminosa
Autophila ligaminosa är en fjärilsart som beskrevs av Eduard Friedrich Eversmann 1851. Autophila ligaminosa ingår i släktet Autophila och familjen nattflyn. Inga underarter finns listade i Catalogue of Life.